# Pleurozia purpurea
Pleurozia purpurea är en bladmossart som beskrevs av Sextus Otto Lindberg. Pleurozia purpurea ingår i släktet Pleurozia och familjen Pleuroziaceae. Inga underarter finns listade i Catalogue of Life.